# Libertatea presei în lumea arabă
Immanuel Kant afirma că nu poate fi creată o societate emancipată, dezvoltată și constituită din indivizi liberi și independenți fără a acorda libertatea de exprimare tuturor membrilor ei. 
Amartya Sen, deținătorul Premiului Nobel pentru economie, afirma că baza democrației este diversitatea în toate formele ei și elementul principal al acesteia este libertatea de expresie.

Studiile au arătat că influența presei libere asupra dezvoltării este deosebită. S-a studiat rolul presei libere, mai ales în stabilirea unei legături între guverne și populație, în informarea guvernului despre nevoile societății, putând să prevină manifestarea unor crize, făcând posibilă gestionarea mai eficientă a afacerilor publice.

## Libertatea presei
Libertatea presei depinde de multiple elemente atât ca o construcție socială și profesională care este apărată de o legislație corespunzătoare, cât și ca o populație care trebuie să dispună de mijloace de acces la informație. 

Libertatea presei este o derivată a dreptului fundamental la informare, prevăzut în Rezoluția 59 (I) a Adunării Generale a Națiunilor Unite, adoptate în sesiunea din 1946, care menționează că libertatea de informare este un drept fundamental al omului și baza tuturor drepturilor pe care le apără ONU. Libertatea de informare implică dreptul de a primi, de a transmite și de a publica știri în toate locurile,  fără opreliști. Din acest motiv ea constituie elementul esențial necesar oricărui efort în favoarea păcii și progresului în lume. Articolul 19 al Declarației Universale a Drepturilor Omului afirmă de asemenea libertatea de opinie și exprimare, ceea ce înseamnă să nu iți fie teamă de a exprima opiniile tale, de a cerceta, primi, răspândi, fără frontiere, informații și idei prin orice mijloc de exprimare. Libera circulație a ideilor este indispensabilă societăților cu scopul ca popoarele să se înțeleagă și să împărtășească cunoștințele pentru a progresa. Pentru a fi liberă presa trebuie să fie independentă și pluralistă: independentă de orice control guvernamental, politic, economic sau de un control al difuzării; pluralistă prin absența unui monopol mediatic, prin existența unui cât mai mare număr de jurnle, reviste periodice, care să reflecteze o opinie cât mai largă a comunității. În acest scop este necesar ca statele să vegheze la transparența și accesibilitatea informației, ca media să se dezvolte într-un mediu independent, viabil, pluralist și profesional și să existe garanții juridice care să asigure dreptul accesului la informare. Trebuie de asemenea ca jurnaliștii să fie  liberi să-și exerseze meseria, în special în anchetele asupra corupției, fără a fi supuși presiunilor (agresiuni, hărțuiri, arestări, etc ). Libertatea presei este fundamentală pentru societăți, dar și pentru dezvoltarea ființei umane. Presa are funcțiile de a  păzi (watchdog function), de forum civic și de a defini obiective (agenda setter) .

Indicatorii libertății presei sunt dificil de definit, dar organizații internaționale precum Freedom House, din 1979,  și Reporters sans frontières (RSF), din 2002, au încercat acest demers. Freedom House se referă la trei criterii de evaluare a presei: mediul legal (examinarea legilor și reglementărilor care pot influența conținutul presei și tendințele autorităților de a utiliza aceste legi pentru a împiedica presa să activeze), influența politică (nivelul controlului politic asupra informației) și presiunea economică (barierele economice). Indicele unei țări, variaza de la 0 la 100, în funcție de constrângerile asupra libertății presei: un indice cuprins între 0-30 indică faptul că presa este liberă; un indice cuprins între 31 – 60 arată că presa nu e decât parțial liberă; un indice peste 61 arată că presa nu este liberă.
Reporters sans frontières (RSF) a adoptat un mod de evaluare diferit, focalizându-se pe atacurile și amenințările asupra jurnaliștilor (închisoare, tortură, asasinate) sau asupra media (cenzură și confiscare), analizând 67 state. Este luat în considerare și cadrul juridic și comportamentul statului, dar este greu de depistat dacă apare și dimensiunea economică a presiunii statului. Clasamentul RSF este relativ, analizând sistemul mediatic al unei țări în raport cu cel din alte țări, încercând să evite elementele de arbitrariu în clasificare.  

Dezvoltarea umană este un concept, elaborat de Amartya Sen, și utilizat de ONU, care reflectă libertățile umane, arată cum beneficiază individul de factorii de progres, dacă există posibilități de extindere a alegerilor sale, etc. Raportul asupra dezvoltării umane care se elaborează anual, din 1990 și până în prezent, conform teoriei lui Amartya Sen,  ia in considerare capacitatea de a trăi o viața lungă și sănătoasă, capacitatea de a dobândi cunoștințe, accesul la un nivel de viață decent, participarea la viața comunității.  Dezvoltarea umana desemnează dezvoltarea indivizilor, pentru indivizi și prin indivizi. Este vorba de capacitatea de a fi liber, de a face ceea ce vrei. Se face distincție între resurse (bunurile și serviciile puse la dispoziție individului), capacități (drepturile reale  ce dau libertatea reală de a utiliza resursele) și funcționare (modul real în care individul acționează, comportamentul efectiv depinzând de capacitățile reale). Lărgirea alegerilor depinde de îmbunătățirea capacităților care la randul lor depind de valorificarea resurselor (sănătate, alimentație, educație). Capacitățile sunt utilizabile dacă există circumstanțe economice (acces la resurse productive, credit, loc de muncă), politice (participare politică autorizată de regim) și sociale care să permită aceasta. Democrația implică nu doar dreptul de vot ci și librtatea politică adică participarea liberă la dezbateri, având o funcție constructivă. Libertatea presei are, în acest context un rol fundamental, întrucât democrația înseamnă nu numai respectarea regulei majorității ci și protecția drepturilor și libertăților persoanei, a drepturilor sociale și a accesului la informare .

## Cercetări și rezultate
Principalele rezultate ale cercetărilor au pus în evidență o corelație între libertatea presei și diferitele dimensiuni ale dezvoltării (guvernare, sărăcie), dar mai ales cu dimensiunile dezvoltării umane, cu securitatea economică, alimentară sau sănătate. Corelația libertății presei cu educația arată că un anume nivel de educație poate duce la un nivel al libertății presei și că aceasta poate contribui la o buna guvernare, la progres.

### Studii de dezvoltare a informației
Studii asupra dezvoltării informației în țările arabe  arătau că activitatea de comunicare îngloba atât mijloacele de comunicare interpersonale tradiționale , radio, televiziune, presa scrisă, agenții de presă, inclusiv telefonul, poșta, bazele de date cât și cele moderne. Un rol important au avut și politicile în domeniul comunicării și programele internaționale de dezvoltare a comunicației în care aceste țări au fost integrate, remarcând efortul de cooperare la nivel regional. Studiile puneau în evidență decalajele imense între mediul urban și cel rural, între nivelul inegal al accesului populației la comunicare. Rapoartele ONU puneau în evidență un alt fenomen important care era gradul ridicat de centralizare a guvernului și a administrației în legătură cu democratizarea comunicării, comunicarea nefiind prezentă în mediile marginale, în mase, mai ales în cadrul populației analfabete  . În același timp, s-a manifestat o centralizare excesivă, neexistând o garantare prin legislație a libertății de informare, deși , după anii 80 s-au facut eforturi în această direcție. Datele nu au fost totdeauna transparente ceea ce a făcut dificilă cercetarea. În unele perioade sectorul comunicării a fost abordat ca un mijloc de afirmare al independenței și demnității  statelor arabe, mai puțin ca un instrument de dezvoltare economică, socială ți democratică.

### Radiodifuziunea
Radiodifuziunea a fost introdusă din anii 20, în multe țări arabe primele stații de radiodifuziune fiind create de particulari sau societăți străine cu scopuri comerciale (în Algeria în 1925, în Egipt în 1926, în Tunisia în 1935, în Irak în 1936, în Liban în 1938, în Libia în 1939, în Sudan în 1940, în Siria în 1941, în Somalia in 1943, in Republica Arabă  Yemen în 1947, în Iordania în 1948, în Arabia Saudită în 1949, în  Kuweit în 1951, în  Republica Democratică Populară Yemen în 1954 și în Mauritania în 1956, în 1964 în Palestina, în 1969 în Abu Dhabi, în 1971 în Emiratele Arabe Unite, în 1970 în Oman ), apoi aceste stații au fost interzise și înlocuite cu cele de stat. Între 1934-1947 , în Egipt a avut loc acest proces prin societatea britanică Marconi, iar în Tunisia radiodifuziunea a fost incredintată, prin decretul din 1938, radiodifuziunii franceze care a avut monopol absolut. Ulterior, după 1957, radiodifuziunea a fost transferată statelor, devenind servicii publice finanțate de stat. În majoritatea statelor s-a manifestat intenția guvernelor de a deține controlul exclusiv asupra acestor mijloace de comunicare, fiind inițial foarte reticente la introducerea publicității ce ar fi putut amenința valorile tradiționale arabe.

Radioul a fost considerat mult timp vocea statului, cu un rol important în cucerirea independenței acestor state, mai ales din zona Maghreb . 

### Televiziunea
Televiziunea a apărut în anumite state arabe în anii 50: Maroc (1954), în Algeria, în Irak și în Liban (1956), apoi în anii 60 și 70 s-a extins și în celelalte state arabe: Siria și Egipt (1960), Kuweit (1961),  Sudan (1962), Yemen (1964),  Arabia Saudită (1965), Tunisia (1966). Iordania și  Libia (1968), Qatar (1970), Bahrein (1973), Oman (1974), Abu Dhabi în 1969, apoi în Dubai în 1972. În unele state arabe televiziunea a fost serviciul public privat, ca în Maroc, Liban, Kuweit. Presa scrisă arabă are o tradiție puternică în țările arabe, primul număr Al-Waqä’i al-rnisziya, jurnal redactat în arabă, apărând în 1828. După aceea au apărut AZ-Mubushshir în Algeria, în 1847, Al-Anbä’ în Liban, în 1858, Al-Ra’id în Tunisia, în 1860, Taräbulus al-gharb în Libia, în 1864, Süriyä în Siria, în 1865, Al-Zaurä’ în Irak, în 1869, San‘a în 1879, Al-Maghreb, Al-Gazette în Sudan, în 1899 și Al-Hijäz în 1908. 

## Presa
În evoluția sa, presa a trecut prin numeroase etape, fiind influențată de diferitele autorități de ocupație, turcești, franceze, britanice sau italiene care au încercat să promoveze politica lor și să mențină legătura cu populațiile locale. A apărut însă foarte repede presa naționalistă care a apărat valorile tradiționale ceea ce a avut un rol determinant în istoria națională a statelor arabe. În acest context se pot menționa: Al-Risäla, Al-Muqtutaf și  Al-Manär în Egipt, Al-‘Urwa al-wuthqä care apărea la Paris; Al-Basä’iri în Algeria și Al-Zaytziniya în Tunisia care au abordat de asemenea și problema legată de modernizarea țărilor arabe. Un rol important a avut și ridicarea nivelului de alfabetizare a populației din aceste țări care a afectat nivelul de difuzare a acestor ziare, cititorii fiind dispersați geografic, intelectual și economic. Probleme deosebite s-au manifestat în legătură cu presiunile politice și financiare care au fost exercitate asupra presei libere.

Agențiile de presă din țările arabe sunt agenții oficiale create în perioada 1956-1977, prima fiind Agenția Orientului Mijlociu fondată de presa egipteană în 1956, intrată ulterior în proprietatea statului. În 1959 a fost creată Agenția  Maghreb Arab Presse, inițial societate privată, iar după 1974 a devenit parte a sectorului public. Celelalte agenții au fost apoi create de statele arabe și au devenit purtătoarele mesajelor oficiale . 